# Na ledenom severu
Na ledenom severu je epizoda Zagora objavljena u br. 152. u izdanju Veselog četvrtka. Na kioscima u Srbiji se pojavila 26. septembra 2019. Koštala je 270 din. (2,27 €; 2,65 $) Imala je 94 strane.

## Originalna epizoda
Originalna epizoda pod nazivom Tra i ghiacci del nord objavljena je premijerno u br. 620. regularne edicije Zagora u izdanju Bonelija u Italiji 02.03.2017. Epizodu je nacrtao Roberto Pijere, a scenario napisao Moreno Buratini. Naslovnicu je nacrtao Alesandro Pičineli. Koštala je 3,9 €.

## Prethodna i naredna epizoda
Prethodna epizoda nosila je naslov Njufaundlend! (#151), a naredna Krik vile zloslutnice (#153).